# Reshma Shetty
Reshma Shetty (ur. 2 listopada 1977 w Manchesterze) – brytyjsko-amerykańska aktorka indyjskiego pochodzenia.

## Życiorys
Urodziła się w Manchesterze, w Wielkiej Brytanii w rodzinie hinduskiej. Wychowywała się w Manchesterze, a później w Richmond w USA. Początkowo studiowała medycynę na James Madison University, jednak sukces w konkursach wokalnych skłoniły ją do zmiany kierunków studiów. Ostatecznie została absolwentką kierunku muzycznego, związanego z operą, na University of Kentucky.
Początkowo grała w musicalach na deskach scen i teatrów. Sławę przyniosła jej rola w serialu telewizyjnym Bananowy doktor (Royal Pains).